# Temnadenia
Temnadenia é um género botânico pertencente à família Apocynaceae.